# Railway Rivals
Railway Rivals è un gioco da tavolo a tema ferroviario progettato da David Watts e reso popolare dalla Games Workshop nel 1985, in cui i giocatori costruiscono linee ferroviarie e vi fanno correre i treni. L'edizione tedesca Dampfross ha vinto lo Spiel des Jahres nel 1984.

## Descrizione
Il gioco si svolge in due fasi, nella prima fase i giocatori disegnano le linee ferroviarie sulla mappa usando penne lavabili (per permettere il riutilizzo della mappa). I giocatori hanno un budget di punti costruzione limitati, passare attraverso terreni difficili costa più punti. I giocatori ottengono punti connettendo città alla propria rete ferroviaria e ne pagano agli altri giocatori per connettersi o costruire lungo le loro linee.
Una volta che tutte le città sono connesse da linee ferroviarie inizia la seconda parte del gioco. Vengono scelte casualmente alcune coppie di città a un'altra e i giocatori devono seguire un percorso che le connetta seguendo con dei treni le linee ferroviarie che hanno costruito. Un giocatore deve pagare altri giocatori per usare elementi della loro linea ferroviaria, se deve usarla per completare il viaggio. La scelta dei percorsi è casuale, ogni città viene usata una o più volte. I giocatori che arrivano primi e secondi vincono dei punti e una volta che tutti i percorsi sono stati completati il gioco termina e vince il giocatore con più punti.

## Storia
Watts, un insegnante di geografia, sviluppò il gioco come strumento didattico per aiutare gli studenti a familiarizzare con la geografia dei paesi industrializzati e per tentare di dimostrare come la geografia e la competizione economica ha fatto sviluppare le linee ferroviarie in certi luoghi e non in altri.
Watts autopubblicò il gioco a partire perlomeno dall'inizio degli anni settanta sotto l'etichetta Rostherne Games sotto forma di mappe individuali su mappa esagonale con le istruzioni per colorarle e i dadi speciali necessari. Erano disponibili molte mappe ognuna incentrata su una specifica area geografica, come l'Inghilterra, la Scozia o l'India stampate su fogli di carta laminata. Nel periodo tra gli anni ottanta e novanta fu un diffuso gioco postale, con regole lievemente modificate per essere adattate per permettere la costruzione simultanea e furono pubblicate diverse fanzine dedicate al gioco, tra cui Rostherne Games Review pubblicata da Watts stesso.
Negli anni ottanta il gioco venne formalmente pubblicato prima dalla Butehorn, quindi dal 1981 dalla Schmidt Spiele anche in Germania, dove vinse lo Spiel des Jahres nel 1984. Nel Regno Unito venne pubblicata nel mercato di massa dalla Games Workshop in una confezione che comprendeva una doppia mappa con l'Inghilterra centrale su un lato e gli Stati Uniti occidentali sull'altro, dadi, e miniature in plastica di treni. Il gioco fu successivamente pubblicato con il suo nome tedesco di Dampfross, dalla Laurin (1990) e quindi dalla Queen Games (1995). Nel 1998 Watts cedette tutti i diritti dei giochi della Rostherne Gazmes a Theo Clarke.

## Mappe
Inizialmente le città sulla mappa erano indicizzate da un codice di due cifre, ognuna che andava da 1 a 6 (quindi 11, 12, 13, 14, 15, 16, 21, 22, ...., 66) in modo da poterne sceglierne una con il lancio di due dadi a sei facce. Alcune città potevano avere più di un codice associato, per esempio sulle mappe che includevano Londra era comune avere 4 o anche 6 codici associati. Divenne standard per avere sei percorsi speciali su una mappa verso destinazioni sui bordi o classi speciali di città (per esempio porti di mare). Nel riprogettare alcune delle prime mappe alcune vallate furono ampliate per permettere a più di un giocatore di avere una linea che le percorreva. Il costo di costruzione per entrare o uscire da una collina venne ridotto, incrementando la competizione per gruppi di città sicure.
La prima cifra del codice di una città era considerato il suo "settore" e nel gioco per posta il master assicurava che nella fase di corsa ci fosse una gara da un settore a ogni altro settore, più una corsa speciale, per assicurare una distribuzione uniforme delle corse. All'apice della popolarità del gioco alla fine degli anni ottanta e inizio degli anni novanta, Watts parve indirizzarsi a un pubblico più di giocatori che familiare, producendo mappe su fogli di dimensioni maggiori e con 52 città, indicizzate con delle carte piuttosto che le 42 date dalle città + corse speciali. Ciò allungò la durata delle partite e fu una scelta impopolare e nel 1992 in poi si tornò al formato di 36 città + corse speciali su mappe più piccole. A questo punto furono introdotte gruppi di piccole città che condividevano il loro codice e davano la metà dei punti ai giocatori che le connettevano per la prima volta. Ciò parve un compromesso per incoraggiare lo sviluppo di percorsi corrispondenti a quelli storicamente reali, senza allungare il gioco.
Le mappe originali sono fuori stampa, comunque sono state sviluppate centinaia di mappe non ufficiali per Railway Rivals ed è semplice per un appassionato crearne di nuovo.